# Саркисян, Тевос Айрапетович
Тевос Айрапетович Саркисян (арм. Թեւոս Հայրապետի Սարգսյան, азерб. Tevos Ayrapetoviç Sarkisyan; 15 апреля 1894, Шушинский уезд — ?) — советский хлебороб, Герой Социалистического Труда (1948).

## Биография
Родился 15 апреля 1894 года в селе Гюней-калер Шушинского уезда Елизаветпольской губернии (ныне село Гюнейхырман Ходжавендского района Азербайджана/село в Мартунинском районе непризнанной НКР).
Участник Великой Отечественной войны.
Начал трудовую деятельность в 1913 году. В 1937—1977 годах — колхозник, бригадир колхоза «Коммунизм» Мартунинского района Нагорно-Карабахской АО Азербайджанской ССР. В 1947 году получил урожай пшеницы 34,16 центнера с гектара на площади 20 гектаров.
Указом Президиума Верховного Совета СССР от 10 марта 1948 года за получение в 1947 году высоких урожаев пшеницы Саркисяну Тевосу Айрапетовичу присвоено звание Героя Социалистического Труда с вручением ордена Ленина и золотой медали «Серп и Молот».
С 1965 года — пенсионер союзного значения.